# Bruno Patacas
Bruno Alexandre dos Santos Patacas est un footballeur portugais né le 30 novembre 1977 à Vila Franca de Xira. Il évolue au poste de défenseur avec le CD Nacional en Liga Sagres.

## Statistiques détaillées

### En club
| Saison      | Club              | Pays     | Championnat            | Championnat | Championnat |
| Saison      | Club              | Pays     | Division               | Matchs      | Buts        |
| ----------- | ----------------- | -------- | ---------------------- | ----------- | ----------- |
| 1996 - 1997 | SC Lourinhanense  | Portugal | III Divisão            | -           | -           |
| 1997 - 1998 | SC Lourinhanense  | Portugal | II Divisão             | 15          | 0           |
| 1997 - 1998 | Sporting CP       | Portugal | Primeira Divisão       | 3           | 0           |
| 1998 - 1999 | Sporting CP       | Portugal | Primeira Divisão       | 4           | 0           |
| 1998 - 1999 | SC Lourinhanense  | Portugal | II Divisão             | 17          | 1           |
| 1999 - 2000 | CD Santa Clara    | Portugal | Primeira Liga          | 23          | 1           |
| 2000 - 2001 | SC Campomaiorense | Portugal | Primeira Liga          | 27          | 0           |
| 2001 - 2002 | SC Campomaiorense | Portugal | Liga de Honra          | 26          | 0           |
| 2002 - 2003 | CD Nacional       | Portugal | SuperLiga Galp Energia | 23          | 1           |
| 2003 - 2004 | CD Nacional       | Portugal | SuperLiga Galp Energia | 29          | 2           |
| 2004 - 2005 | CD Nacional       | Portugal | SuperLiga Galp Energia | 22          | 0           |
| 2005 - 2006 | CD Nacional       | Portugal | Liga betandwin.com     | 31          | 0           |
| 2006 - 2007 | CD Nacional       | Portugal | Bwin SuperLiga         | 27          | 1           |
| 2007 - 2008 | CD Nacional       | Portugal | Bwin SuperLiga         | 28          | 0           |
| 2008 - 2009 | CD Nacional       | Portugal | Liga Sagres            | 27          | 0           |
| 2009 - 2010 | CD Nacional       | Portugal | Liga Sagres            | 28          | 0           |
| 2010 - 2011 | CD Nacional       | Portugal | Liga Sagres            | 13          | 0           |